# パフォーマンスステータス
パフォーマンスステータス（英: Performance Status; PS）とは、全身状態の医学的指標であり、各種指標が開発されている。
精神医学では、精神障害の診断と統計マニュアル(DSM-IV)までは機能の全体的評定尺度(GAF)が用いられていたが、DSM-5からはWHODASに置き換わった。

## 各種指標

### WHODAS
世界保健機関による健康および障害の評価（WHODAS）では、自己評価によって以下の多軸評価がなされる。
1. 認知（Cognition）-理解とコミュニケーション
2. 可動性（Mobility）-動き、移動して回ること
3. セルフケア （Self-care）-自身の衛生をケアし、着衣し、摂食し、自立すること
4. 人との交わり（Getting along）-他の人々と関わること
5. 生活（Life activities） ― 家庭の責務を担い、レジャー、職場や学校の場を持つ
6. 参加（participation）― コミュニティ活動に加わり、社会へ参加する

以下の質問に対して重症度を１（なし）～５（極度または不能）の尺度で回答する。

### Karnofsky Performance Status
カルノフスキー・パフォーマンスステータス（KPS）では、100から0にて評価される。

### ECOG Performance Status
ECOGではグレード毎に分類される。
日本臨床腫瘍研究グループ(JCOG)でも使用される。一般に化学療法が行えるのはグレード0～2の患者で、グレード3と4の場合は、原則として抗がん剤治療は行われない。
グレード0
無症状で社会活動ができ、制限を受けることなく、発症前と同様に振舞える。
グレード1
軽度の症状があり、肉体労働は制限を受けるが、歩行、軽労働、座業はできる。例えば軽い家事、事務など。
グレード2
歩行や身の回りのことはできるが、時に少し介助がいることもある。軽労働はできないが、日中の50％以上は起居している。
グレード3
身の回りのある程度のことはできるが、しばしば介助がいり、日中の50％以上は就床している。
グレード4
身の回りのこともできず、常に介助がいり、終日就床を必要としている。
グレード5
死亡

### 日本の介護保険による要介護認定
日本の介護保険では、政令で定める基準に従って要介護認定が行われる。